# ارشد العلوی
ارشد العلوی (انگلیسی: Arshad Al-Alawi؛ زادهٔ ۱۲ آوریل ۲۰۰۰) بازیکن فوتبال اهل عمان است که در پست هافبک هجومی برای باشگاه فوتبال السیب در لیگ حرفه‌ای فوتبال عمان بازی می‌کند.
وی همچنین در تیم ملی فوتبال عمان بازی کرده‌است.